# Янне Яласваара
Янне Яласваара (фін. Janne Jalasvaara; 15 квітня 1984, м. Оулу, Фінляндія) — фінський хокеїст, захисник. Виступає за «Динамо» (Москва) у Континентальній хокейній лізі.
Вихованець хокейної школи «Кярпят» (Оулу). Виступав за «Еспоо Блюз», «Хаукат», «Кієкко-Вантаа», КалПа (Куопіо).
В чемпіонатах Фінляндії провів 364 матчі (35+63), у плей-оф — 26 матчів (2+4).
У складі національної збірної Фінляндії учасник EHT 2011 і 2012. У складі молодіжної збірної Фінляндії учасник чемпіонатів світу 2003 і 2004. У складі юніорської збірної Фінляндії учасник чемпіонату світу 2002.
Досягнення
- Володар кубка Гагаріна (2012, 2013)
- Бронзовий призер чемпіонату Фінляндії (2009)
- Бронзовий призер молодіжного чемпіонату світу (2003, 2004).